# Le Grand Chemin
Le Grand Chemin is een Franse film van Jean-Loup Hubert, die werd uitgebracht in 1987. 
Samen met Louis Malle's Au revoir les enfants was Le Grand Chemin de populairste Franse film in Frankrijk in 1987. 

## Verhaal
1959. Louis is een 9-jarig jongetje dat samen met Claire, zijn zwangere moeder, in Parijs woont. Claire werd door de vader van haar kinderen in de steek gelaten. Omdat ze weldra moet bevallen brengt Claire Louis naar haar vriendin Marcelle die samen met haar man Pelo op het platteland in de buurt van Nantes woont. Het koppel heeft geen kinderen en is blij met de komst van Louis. Marcelle is een gevoelige niet echt gelukkige vrouw en Pelo is een wat norse man die graag drinkt maar eigenlijk goedhartig is. 
Louis leert een gans nieuwe wereld kennen. Hij trekt regelmatig op ontdekkingstocht met Martine, een guitig 10-jarig meisje dat erg bij de pinken is en dat hem wat levenskennis bijbrengt. Samen halen ze kattenkwaad uit. Maar Louis ontdekt ook dat Marcelle en Pelo een geheim hebben dat hen ongelukkig maakt.   

## Rolverdeling
| Acteur              | Personage                     |
| ------------------- | ----------------------------- |
| Anémone             | Marcelle                      |
| Richard Bohringer   | Pelo, de man van Marcelle     |
| Christine Pascal    | Claire, de mama van Louis     |
| Antoine Hubert      | Louis                         |
| Vanessa Guedj       | Martine                       |
| Raoul Billerey      | de pastoor                    |
| Pascale Roberts     | Yvonne, de moeder van Martine |
| Marie Matheron      | Solange                       |
| Daniel Rialet       | Simon                         |
| Jean-François Dérec | de buschauffeur               |
| André Lacombe       | Hippolyte                     |
| Denise Péron        | Marie la Grenouille           |